# Comuna Dârlos, Sibiu
Dârlos (în maghiară: Darlac, în germană: Durles) este o comună în județul Sibiu, Transilvania, România, formată din satele Curciu, Dârlos (reședința) și Valea Lungă.

## Demografie
Componența etnică a comunei Dârlos
     Români (79,12%)
     Romi (11,51%)
     Maghiari (1,38%)
     Alte etnii (0,73%)
     Necunoscută (7,27%)
Componența confesională a comunei Dârlos
     Ortodocși (62,83%)
     Penticostali (13,04%)
     Greco-catolici (10,67%)
     Romano-catolici (3,71%)
     Alte religii (2,22%)
     Necunoscută (7,53%)
Conform recensământului efectuat în 2021, populația comunei Dârlos se ridică la 2.615 locuitori, în scădere față de recensământul anterior din 2011, când fuseseră înregistrați 2.820 de locuitori. Majoritatea locuitorilor sunt români (79,12%), cu minorități de romi (11,51%) și maghiari (1,38%), iar pentru 7,27% nu se cunoaște apartenența etnică. Din punct de vedere confesional, majoritatea locuitorilor sunt ortodocși (62,83%), cu minorități de penticostali (13,04%), greco-catolici (10,67%) și romano-catolici (3,71%), iar pentru 7,53% nu se cunoaște apartenența confesională.

## Politică și administrație
Comuna Dârlos este administrată de un primar și un consiliu local compus din 13 consilieri. Primarul, Ioan Lupu[*], de la Partidul Național Liberal, este în funcție din 2012. Începând cu alegerile locale din 2024, consiliul local are următoarea componență pe partide politice:
|  | Partid                          | Consilieri | Componența Consiliului | Componența Consiliului | Componența Consiliului | Componența Consiliului | Componența Consiliului | Componența Consiliului | Componența Consiliului |
|  | ------------------------------- | ---------- | ---------------------- | ---------------------- | ---------------------- | ---------------------- | ---------------------- | ---------------------- | ---------------------- |
|  | Partidul Național Liberal       | 7          |                        |                        |                        |                        |                        |                        |                        |
|  | Alianța pentru Unirea Românilor | 2          |                        |                        |                        |                        |                        |                        |                        |
|  | Partidul Social Democrat        | 2          |                        |                        |                        |                        |                        |                        |                        |
|  | Partidul Oamenilor Liberi       | 2          |                        |                        |                        |                        |                        |                        |                        |

## Atracții turistice
- Biserica Evanghelică fortificată din satul Curciu, construcție secolul al XIV-lea
- Biserica Evanghelică fortificată din satul Dârlos, construcție secolul al XV-lea

## Primarii comunei
- 1996[8] - 2000 - Medeșan Gligor, de la PUNR
- 2000[9] - 2004 - Boian Liviu, de la PD
- 2004[10] - 2008 - Boian Liviu, de la PD
- 2008[11] - 2012 - Boian Liviu, de la PDL
- 2012[12] - 2016 - Ioan Lupu, de la USL
- 2016[13] - 2020 - Ioan Lupu, de la PNL

## Personalități născute aici
- Ilarie Chendi (1871 - 1913), critic literar.

## Vezi și
- Biserica fortificată din Dârlos
- Biserica fortificată din Curciu

## Imagini

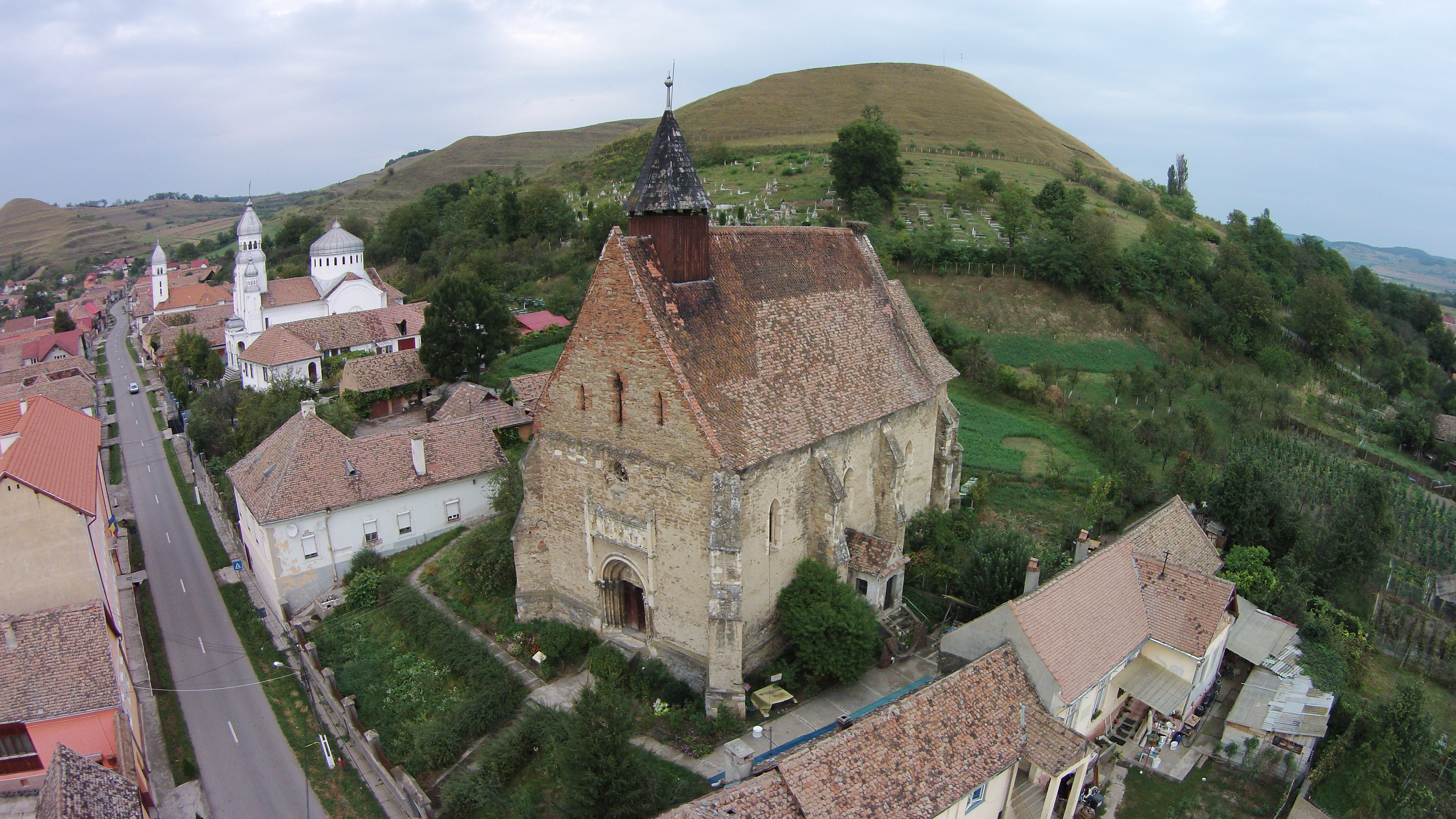
Dârlos
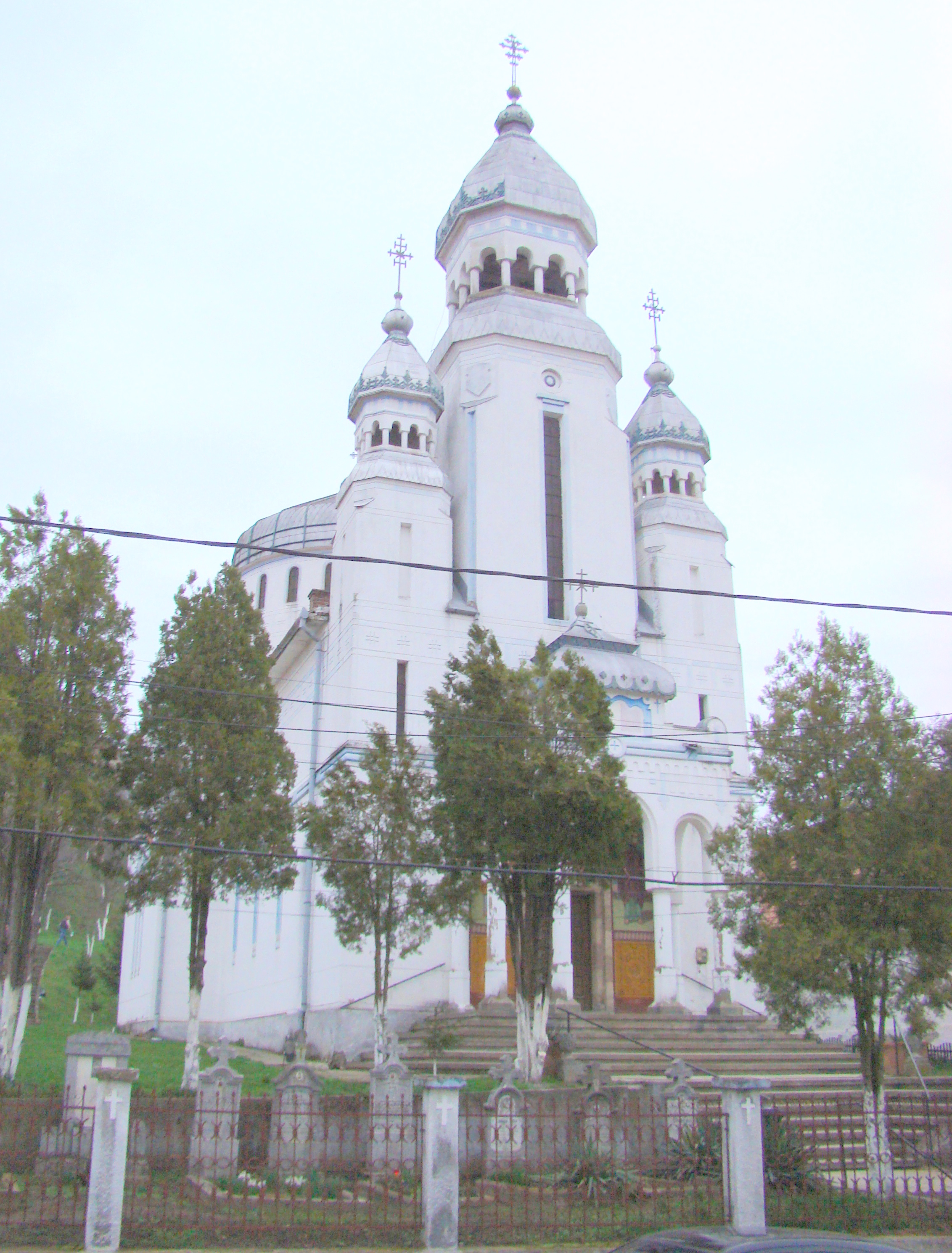
Biserica ortodoxă cu hramul „Sfântul Ierarh Nicolae”
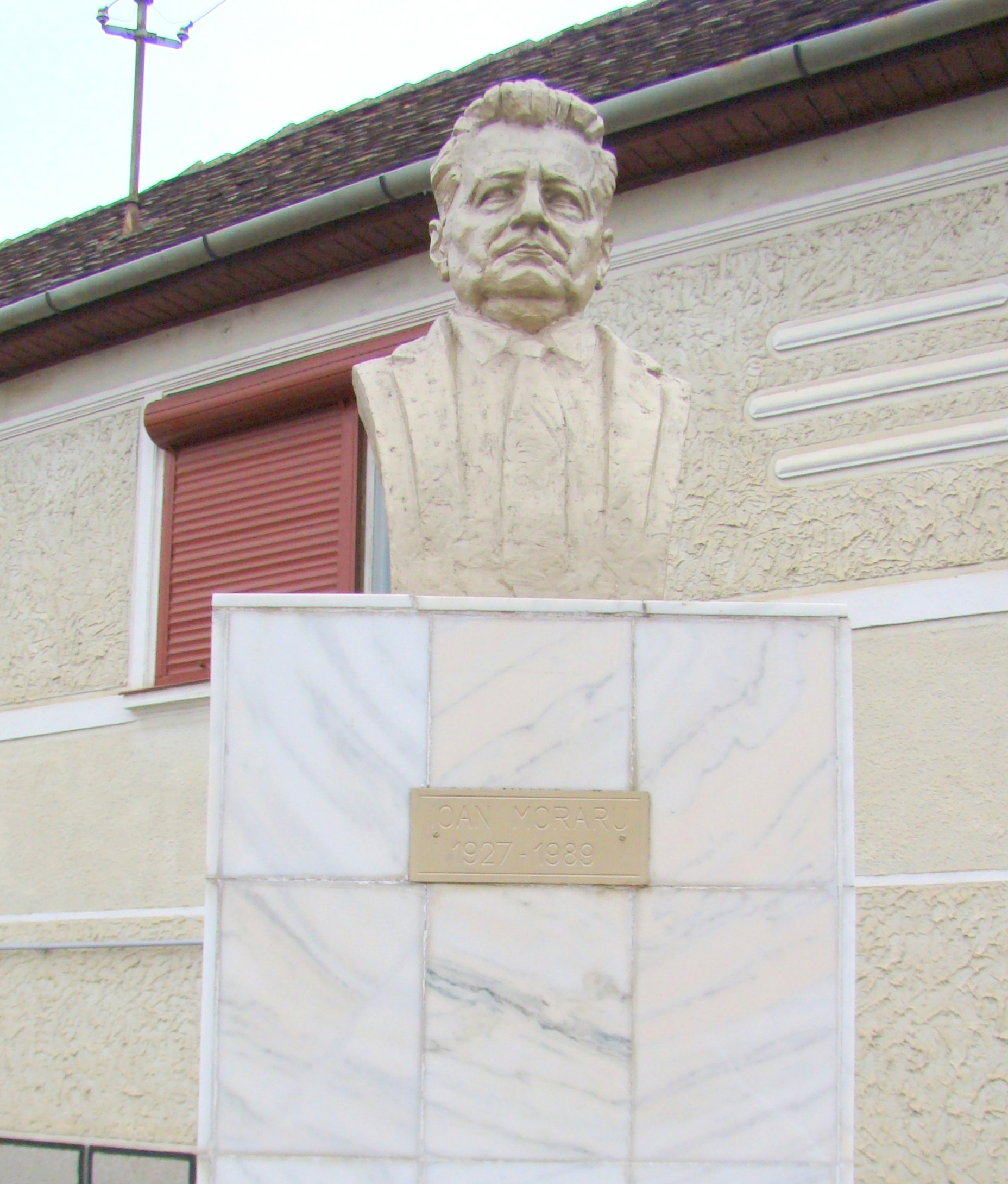
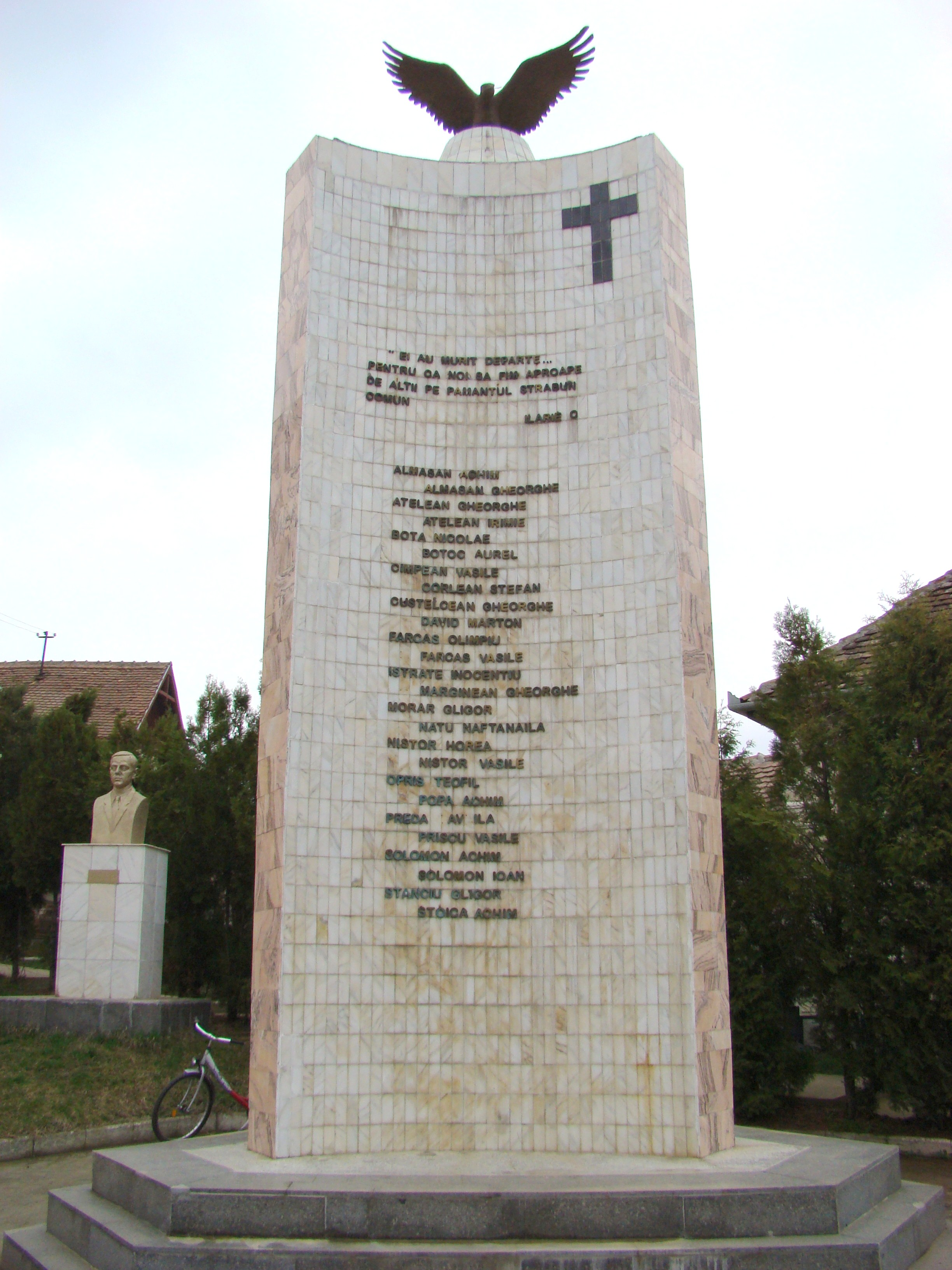
Monumentul eroilor
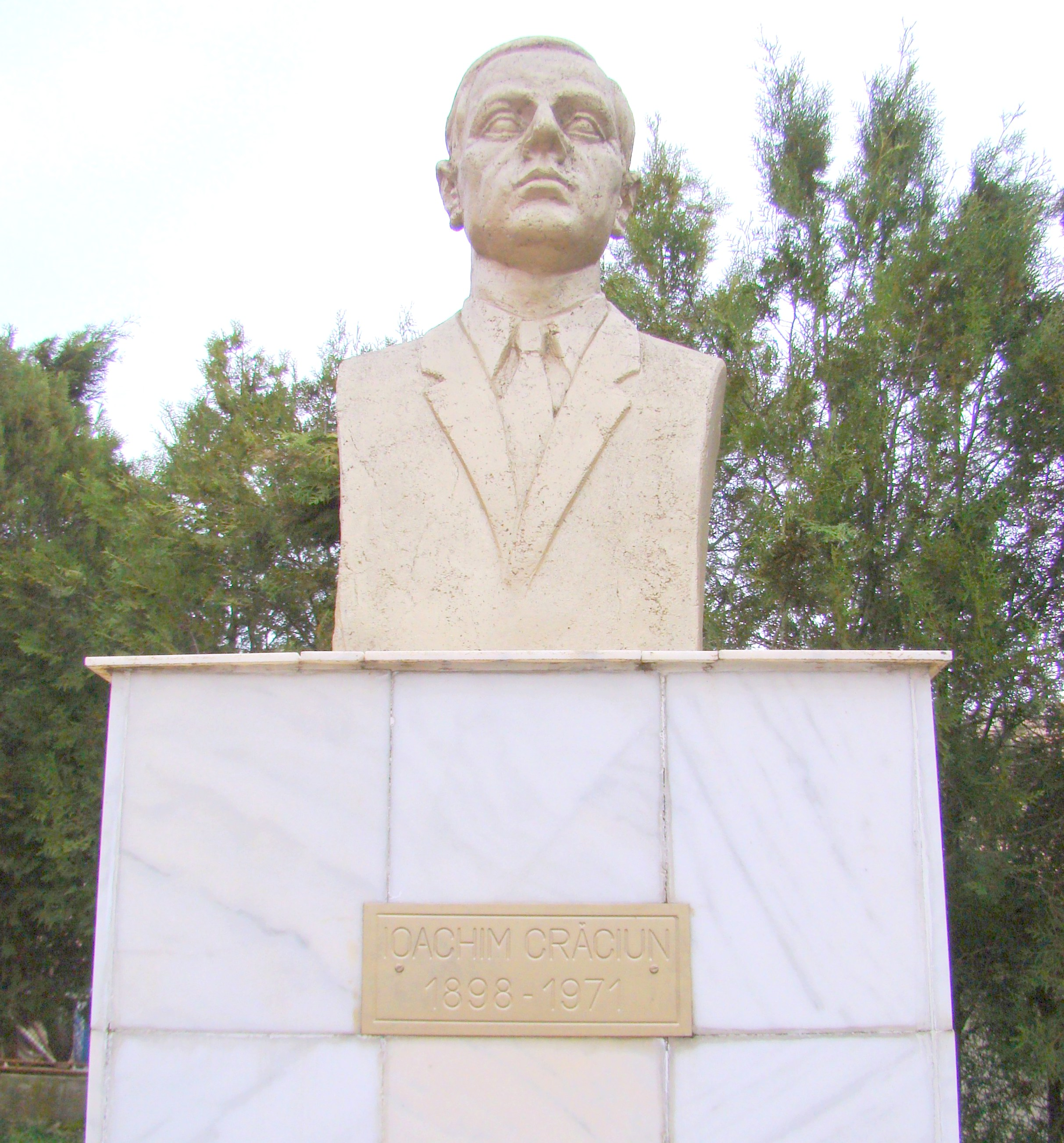
Bustul lui Ioachim Crăciun
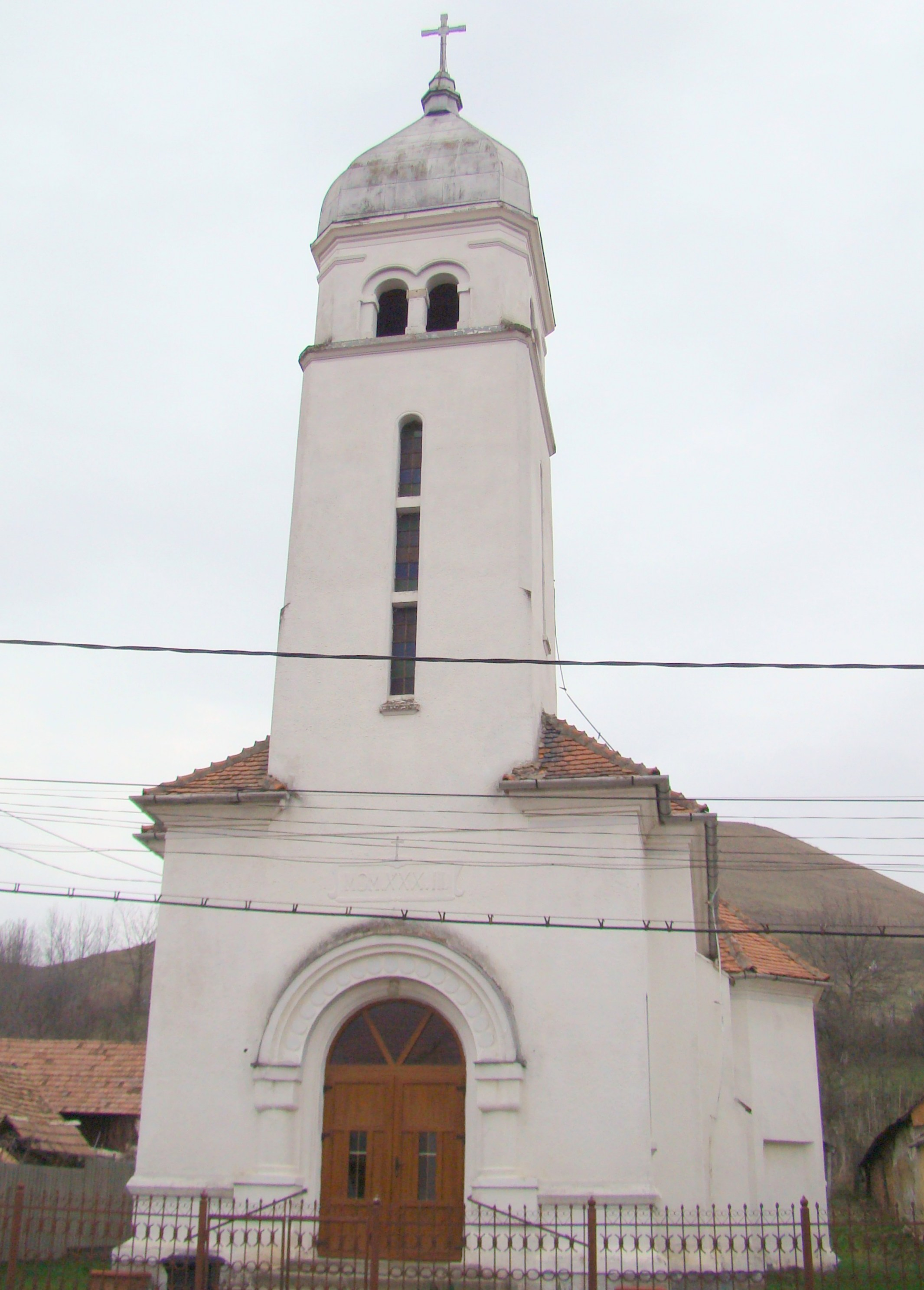
Biserica greco-catolică (1933)
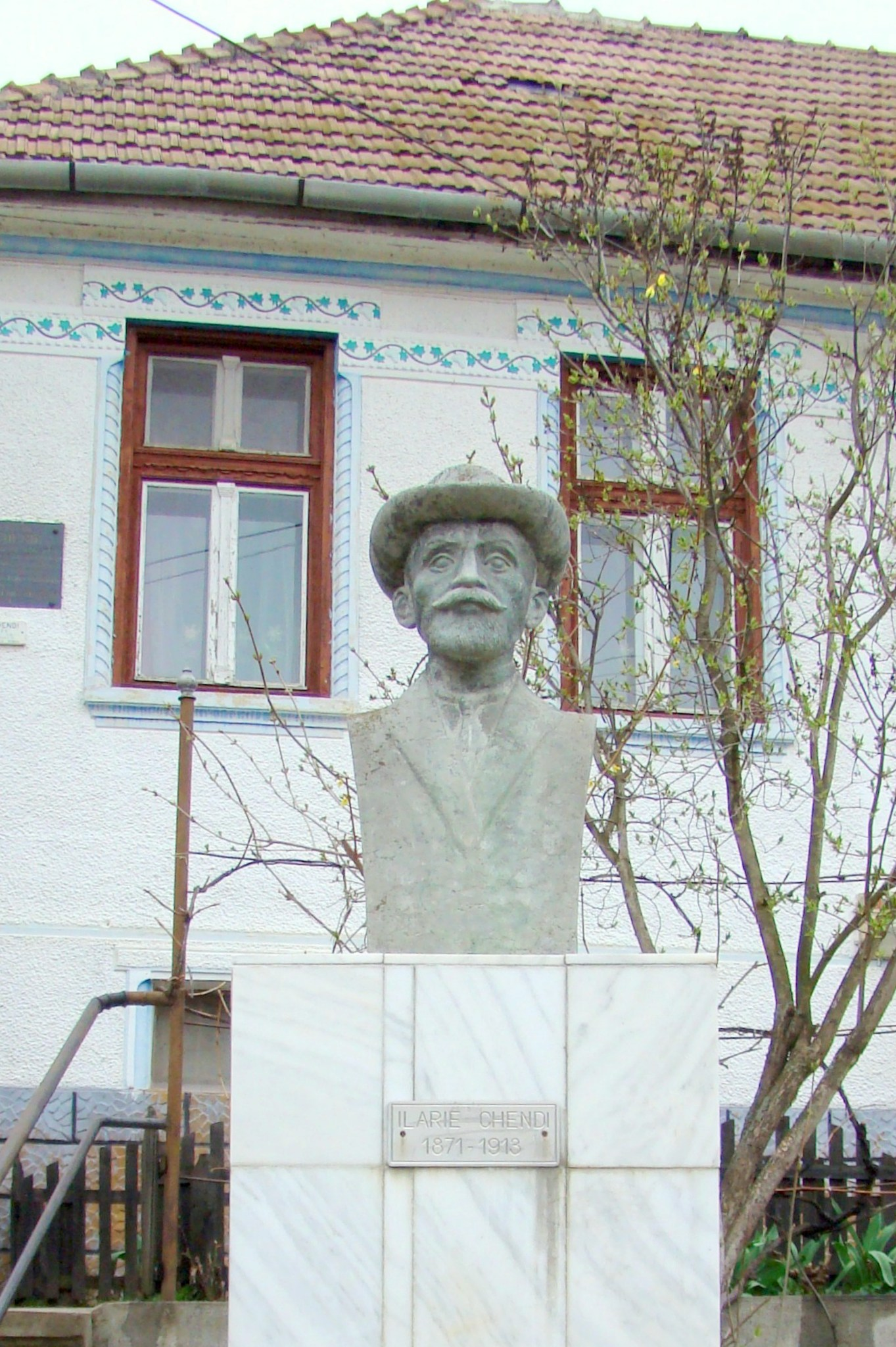
Bustul lui Ilarie Chendi
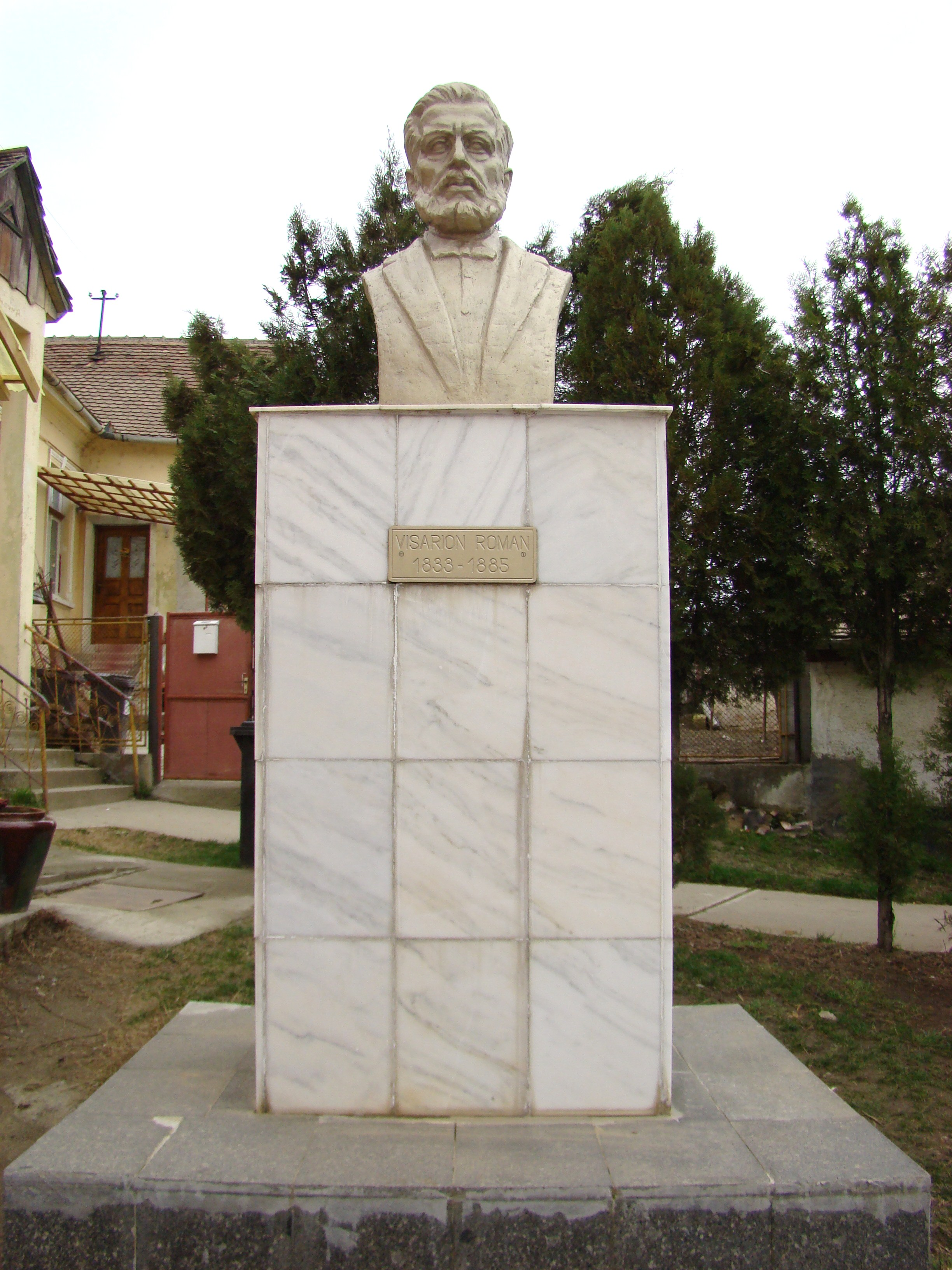
Bustul lui Visarion Roman
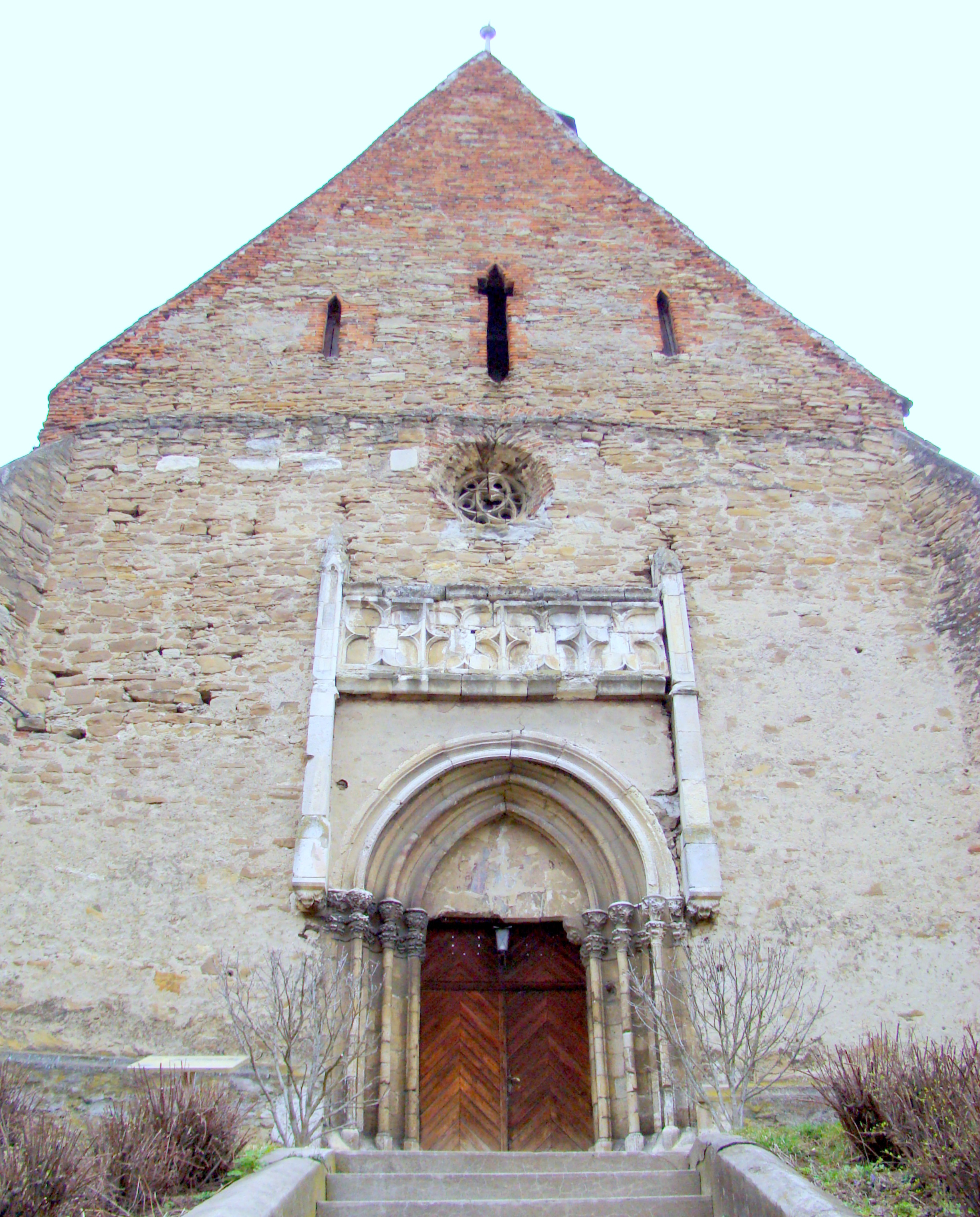
Biserica evanghelică (monument istoric)
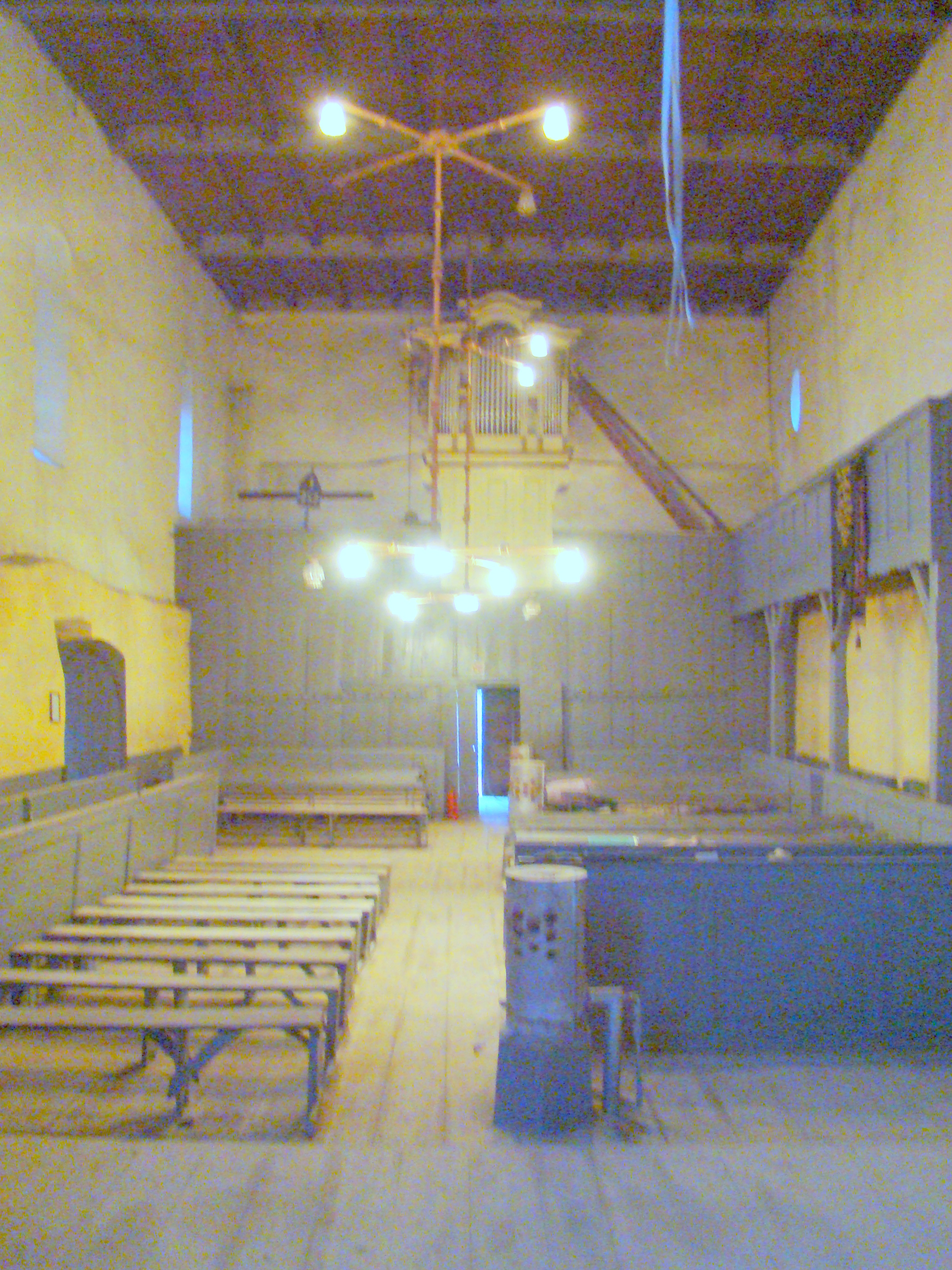
Nava spre ieşire
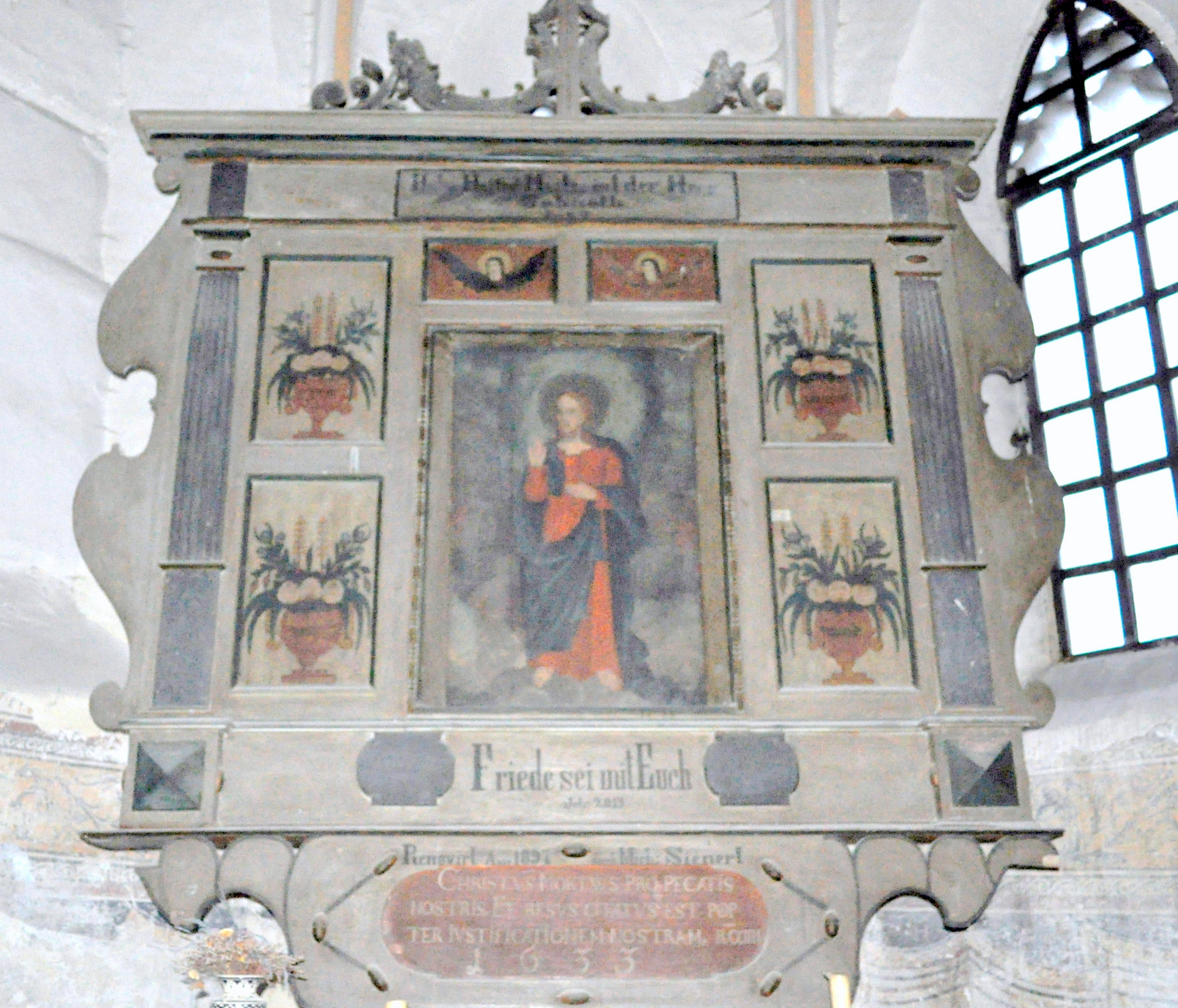
Altarul
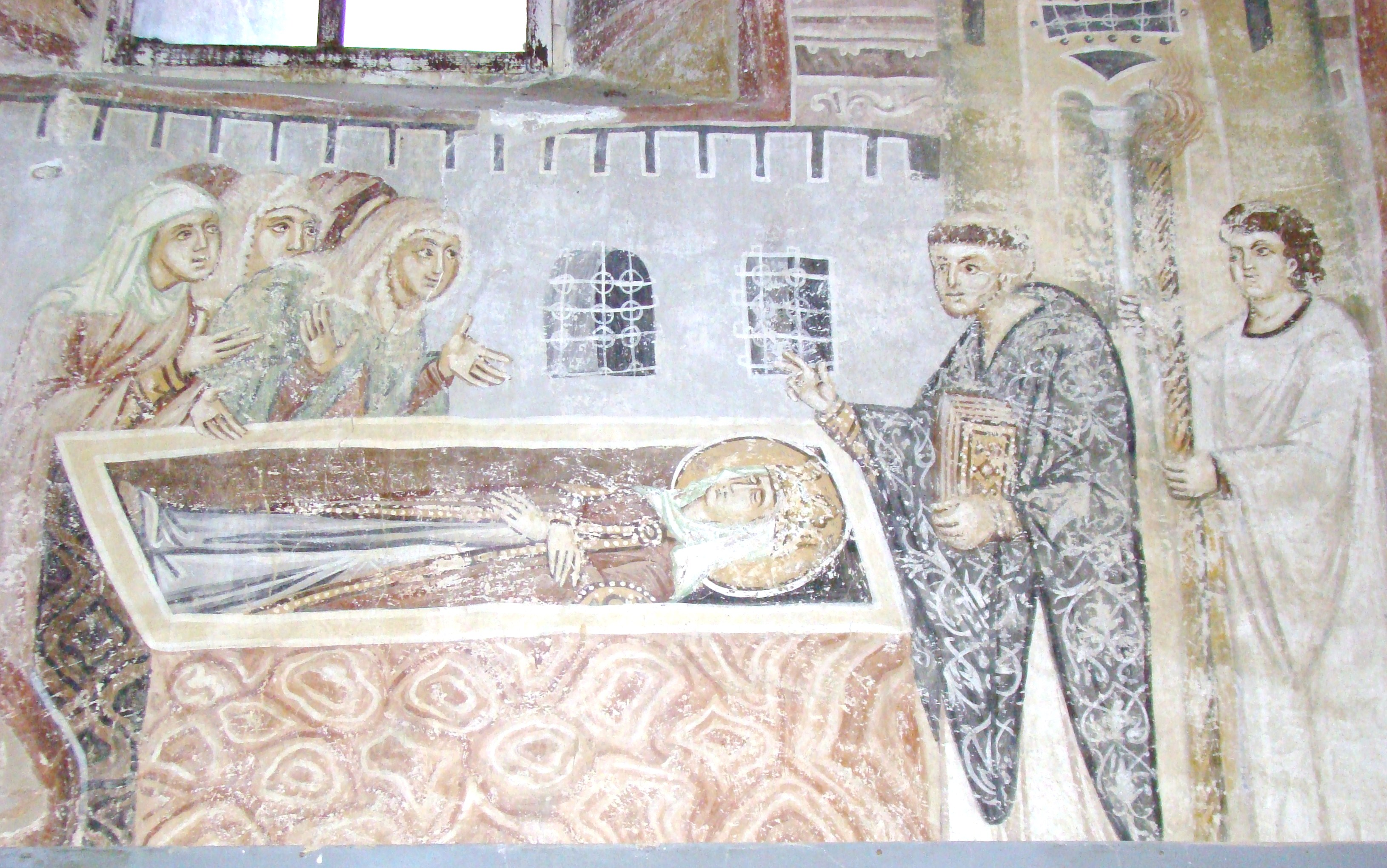
Picturi gotice vechi de dinainte de Reformă
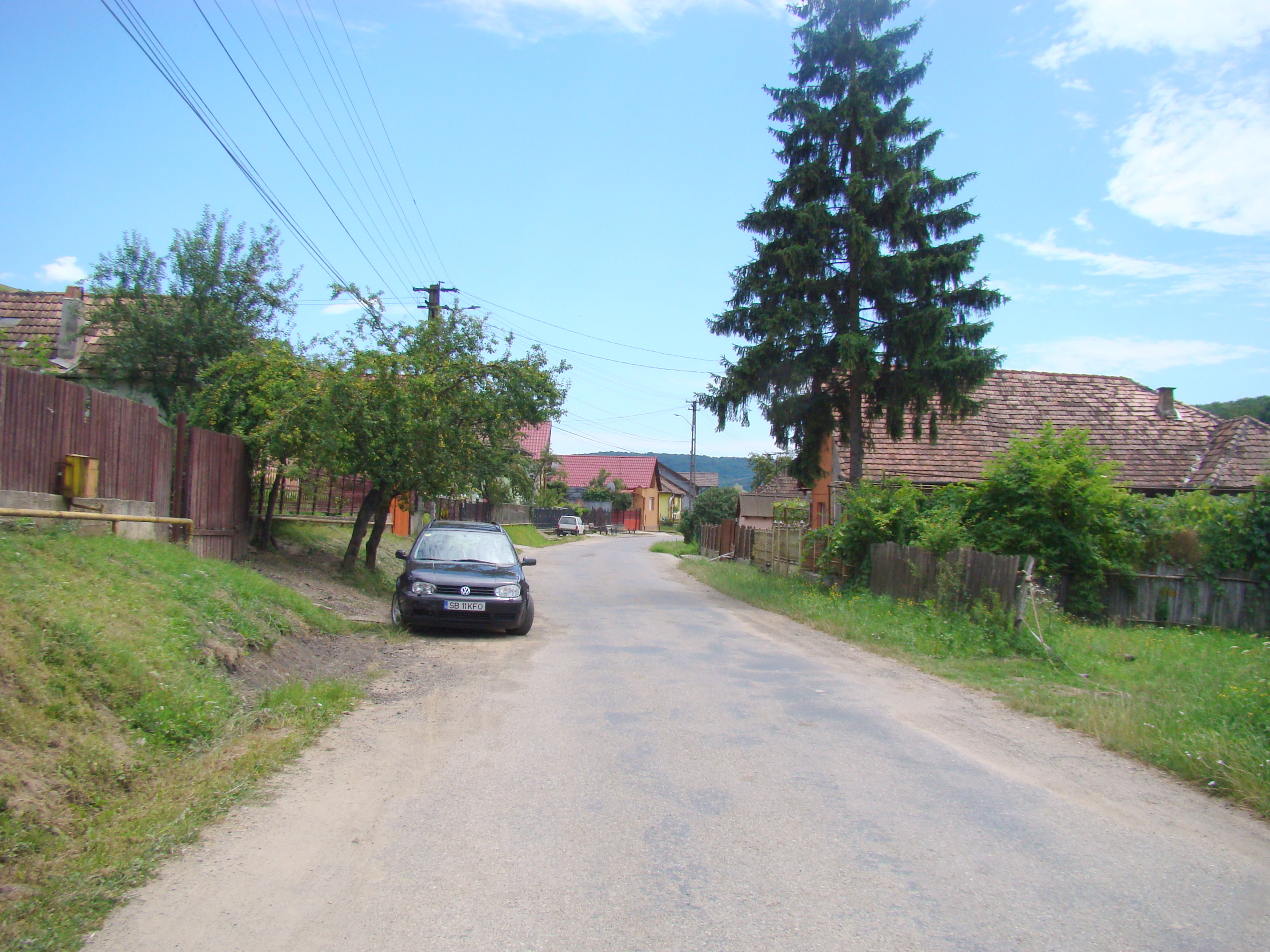
Valea Lungă
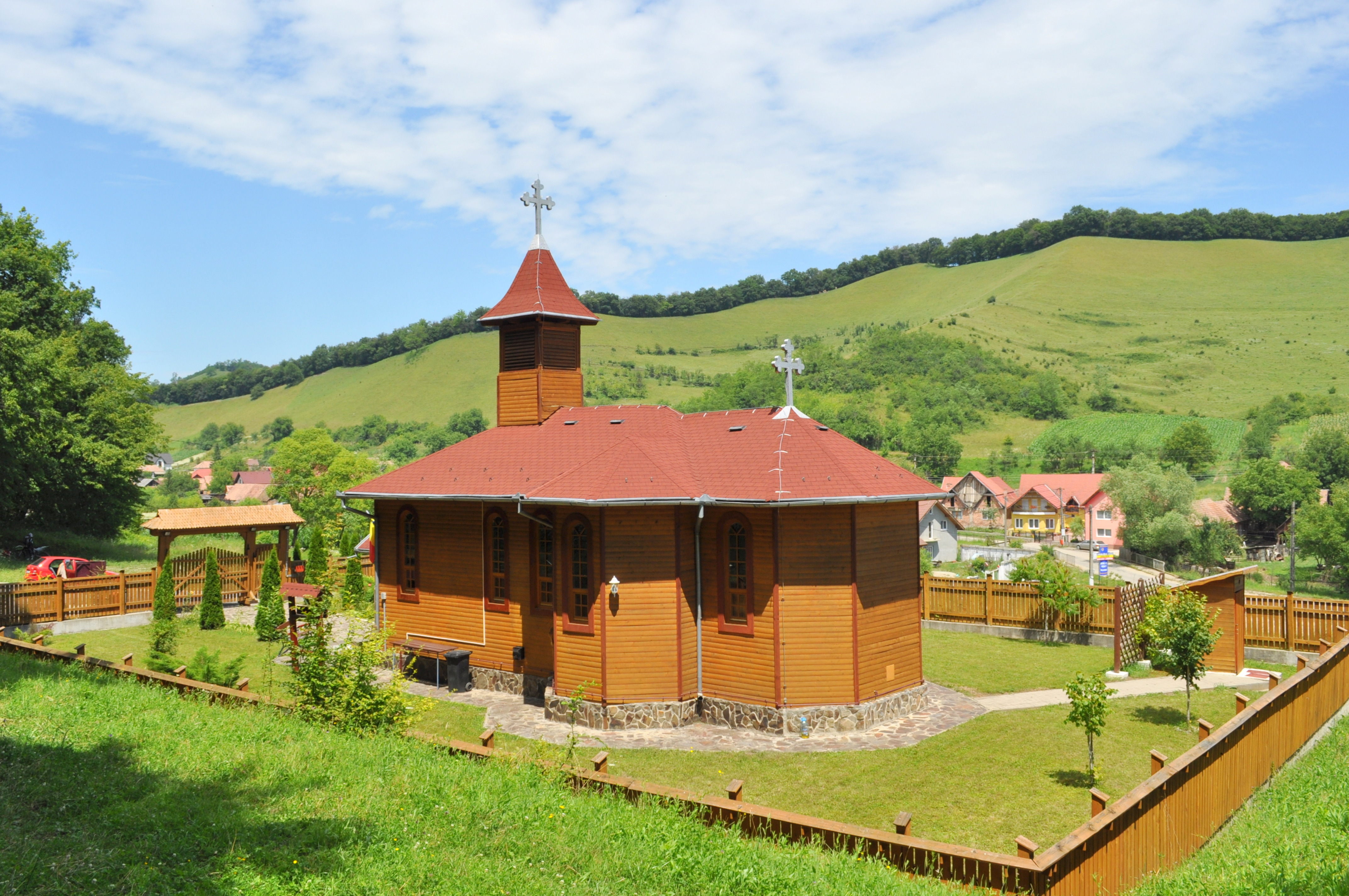
Biserica de lemn „Schimbarea la Faţă" din Valea Lungă
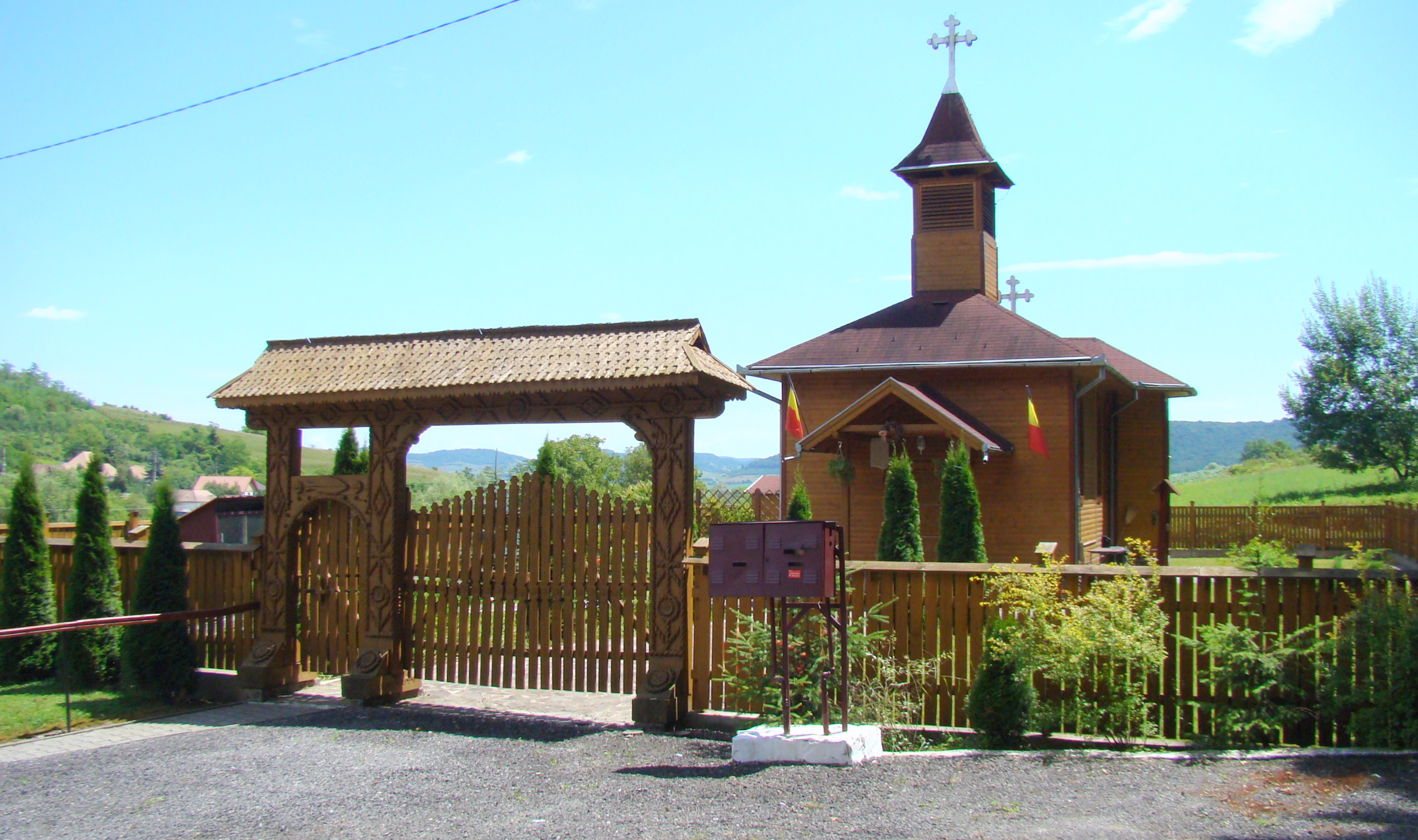
Biserica de lemn „Schimbarea la Faţă" din Valea Lungă
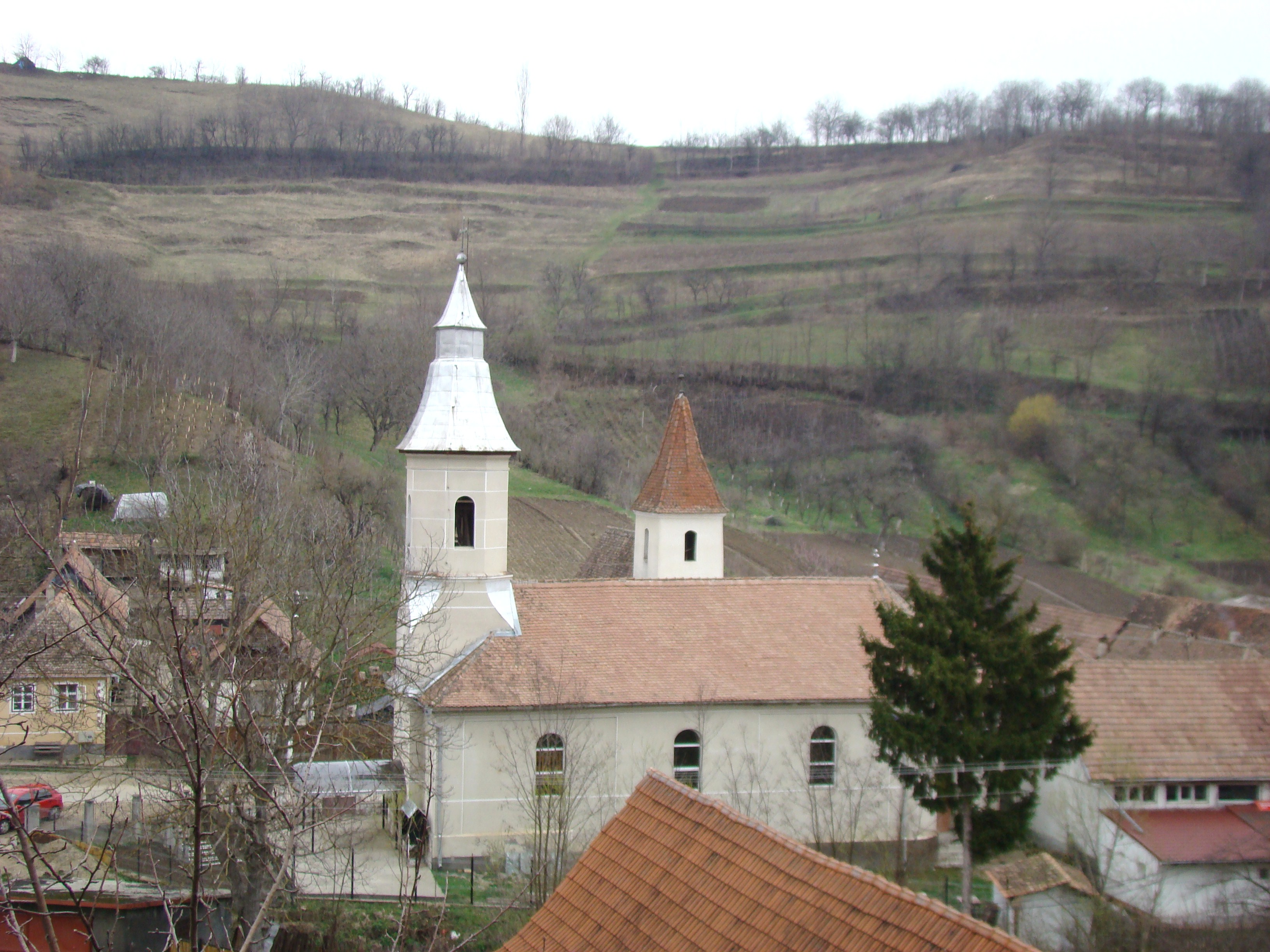
Curciu
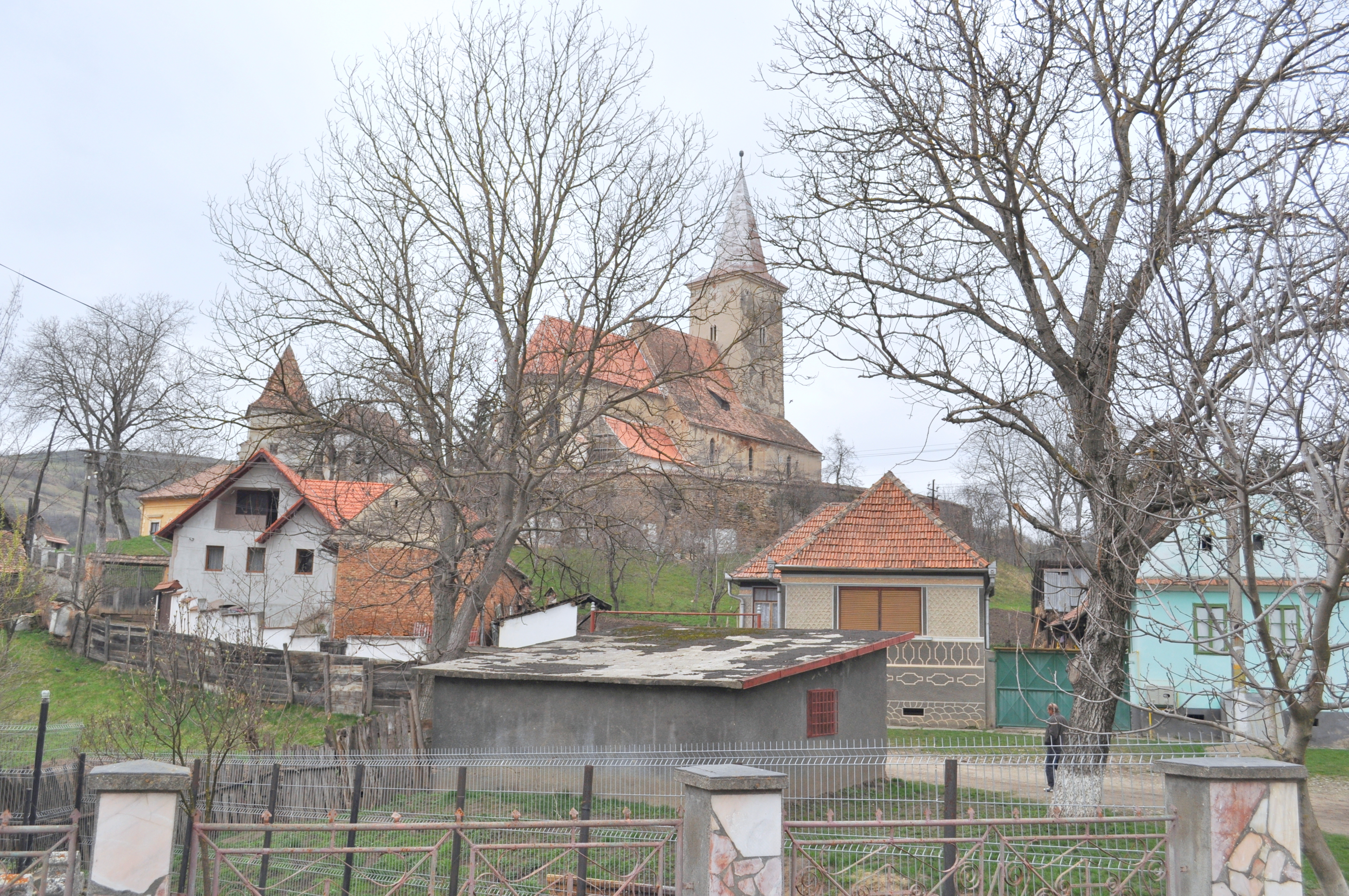
Ansamblul bisericii evanghelice fortificate
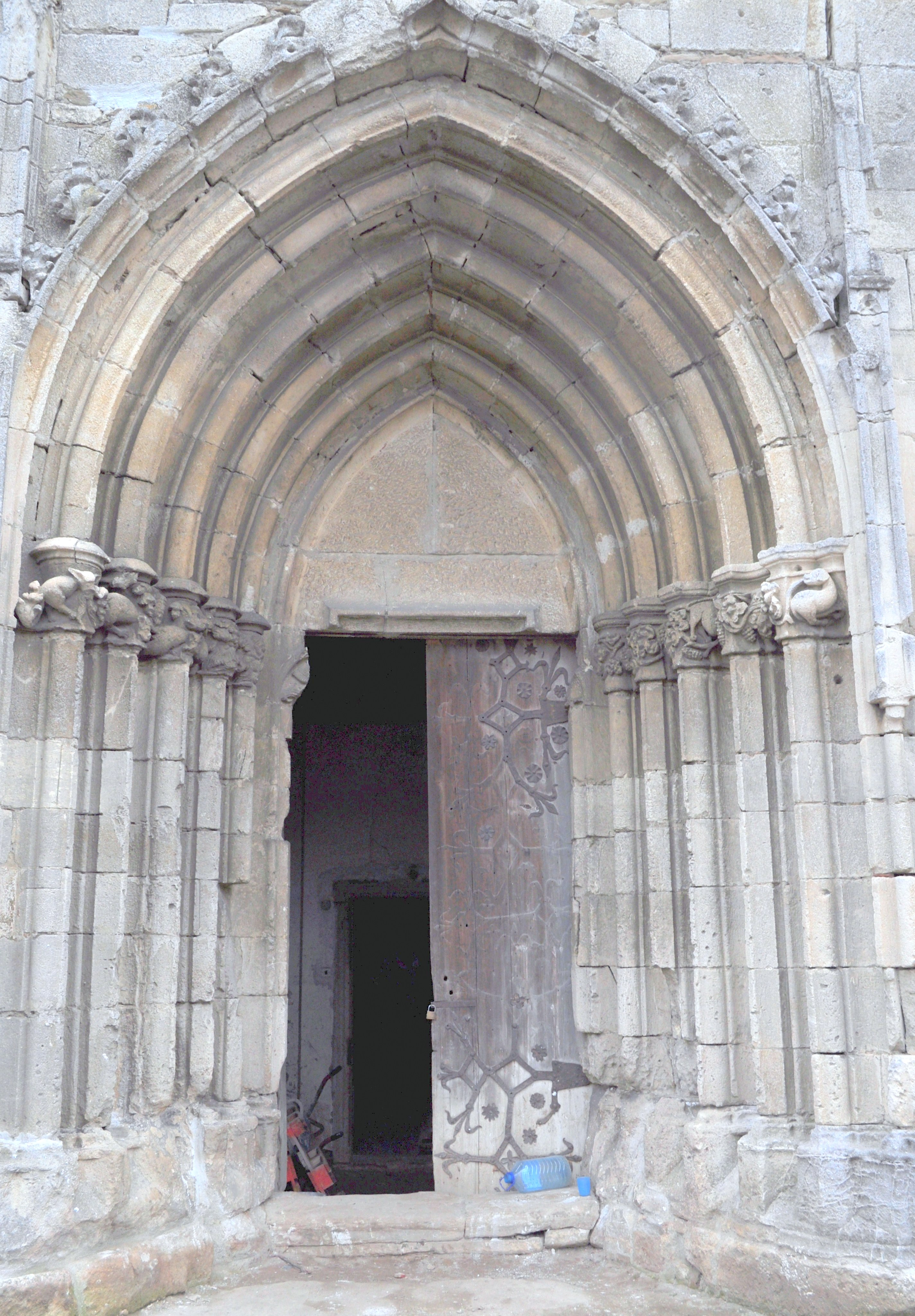
Portalul cu cinci retrageri și arc frânt
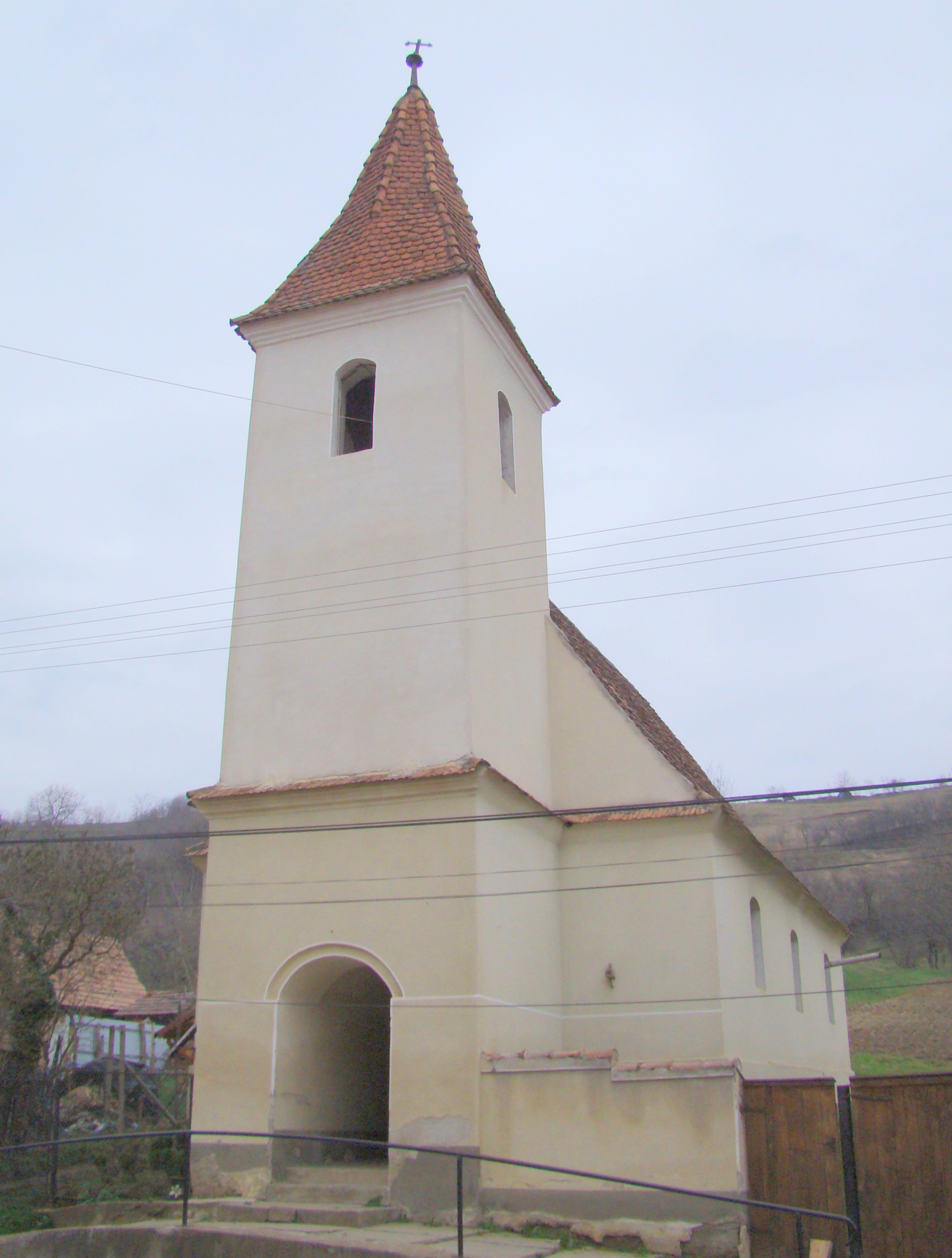
Biserica greco-catolică